# Kana (biljni rod)
Kana (trstina, kok, lat. Canna), biljni rod koji čini samostalnu porodicu kanovke (Cannaceae), red đumbirolike. Rod kana sastoji se od deset vrsta trajnica čija su domovina tropski dijelovi Amerike. Najpoznatija među njima je kana ili narančasti kok (Canna indica), koja u divljini raste na vlažnim i sunčanim mjestima uzduž rijeka, a uzgaja se i u Hrvatskoj kao ukrasna biljka po vrtovima i parkovima.
Točno značenje nije ustanovljeno, prema jednom izvoru, dolazi od grčkog kanna, a označavao bi cjevasti oblik stabljike, a prema drugom izvoru, to je ime jedne trske.
Korijen kane je jestiv. Od vlakana listova radi se papir, dok vlakna peteljki zamjenjuju jutena vlakna.

## Vrste
1. Canna bangii Kraenzl.
2. Canna flaccida Salisb.
3. Canna glauca L.
4. Canna indica L.
5. Canna iridiflora Ruiz & Pav.
6. Canna jaegeriana Urb.
7. Canna liliiflora Warsz. ex Planch.
8. Canna lineata Ciciar.
9. Canna paniculata Ruiz & Pav.
10. Canna pedunculata Sims
11. Canna tandilensis Ciciar.
12. Canna tuerckheimii Kraenzl.